# Alcina (opera)
Alcina è un'opera di Georg Friedrich Händel, su libretto anonimo, ispirato dal libretto dell'opera L'isola di Alcina di Riccardo Broschi. L'opera debuttò il 16 aprile 1735 per la John Rich Opera Company con Anna Maria Strada del Pò e Giovanni Carestini al Royal Opera House, Covent Garden di Londra dove ottenne un buon successo, specialmente grazie al soggetto a cui si è ispirata (una parte dell'Orlando furioso di Ariosto; Händel aveva già musicato due opere ispirate a questo poema, Ariodante e Orlando) e alle numerose scene di magia in cui si richiedevano molti macchinari ed efficaci impianti scenici.

## Cast della prima assoluta
| Ruolo      | Registro vocale     | Interprete           |
| ---------- | ------------------- | -------------------- |
| Alcina     | soprano             | Anna Maria Strada    |
| Ruggiero   | soprano castrato    | Giovanni Carestini   |
| Bradamante | contralto           | Maria Caterina Negri |
| Oronte     | tenore              | John Beard           |
| Morgana    | soprano             | Cecilia Young        |
| Oberto     | soprano voce bianca | William Savage       |
| Melisso    | basso               | Gustavus Waltz       |

La parte virtuosistica di "Oberto" fu scritta espressamente da Händel per la celebre voce bianca solista, William Savage, che sempre al Covent Garden il 1º aprile dello stesso anno aveva cantato anche la parte di "Joas" nella riproposta londinese dell' Athalia. Nelle riprese e registrazioni moderne dell'Alcina la parte di Oberto è in genere affidata ad una voce femminile (a partire addirittura da Mirella Freni nell'incisione Decca del 1962), ma in anni recenti non sono mancati esperimenti di ritorno al registro originale (in particolare nelle due registrazioni video del 2011 alla Staatsoper di Vienna e del 2015 al Festival d'Aix-en-Provence, dove il personaggio è affidato rispettivamente a Alois Mühlbacher e Elias Mädler, entrambi soprani bambini).

## Trama

### Premessa
L'opera si svolge interamente sull'isola di Alcina e prende il via da alcuni eventi riassunti nel corso della storia.
L'eroico cavaliere Ruggiero, destinato a una vita breve ma gloriosa, è insidiato dal mago Atlante, che lo separa di continuo dall'amata guerriera Bradamante. Costei, dopo una serie di peripezie, lo salva dal castello incantato del mago, solo per vederselo rapire per l'ennesima volta da un ippogrifo. Ruggiero viene quindi portato su una misteriosa isola, dove un cespuglio di mirto prodigiosamente gli parla: esso spiega di essere in realtà un uomo di nome Astolfo, trasformato in pianta dalla terribile maga Alcina, la quale, insieme alla sorella Morgana, governa l'isola; Alcina è solita trasformare i suoi molti amanti in piante, animali e rocce, una volta che se ne è stancata. Nonostante l'avvertimento, Ruggiero finisce soccombere agli incantesimi di Alcina, e ne diventa l'amante.

### Atto I
Bradamante arriva sull'isola di Alcina; per non destare sospetti, ella è vestita da uomo e ha assunto l'identità di suo fratello Ricciardo. Con lei viaggia Melisso, un tempo maestro di Ruggiero, il quale possiede un magico anello che consente a chi lo indossa di vincere le magie di Alcina.
Appena arrivati sull'isola, i due incontrano Morgana: la maga, ignara di cosa sia il vero amore, scambia Bradamante per un uomo e se ne innamora, e per lei abbandona il suo amante Oronte. Bradamante e Melisso ne approfittano per farsi condurre alla corte di Alcina, dove scoprono che Ruggiero, infatuato da Alcina, non possiede più alcun ricordo del proprio passato. A corte c'è anche un giovinetto di nome Oberto, alla ricerca di suo padre: Bradamante indovina che questi è Astolfo, ma è troppo sconvolta per aiutarlo: a causa dell'incantesimo, Ruggiero non ricorda di amarla e le dice che il suo cuore appartiene ora ad Alcina.
Oronte scopre che Morgana si è innamorata di Ricciardo/Bradamante, e sfida quest'ultima a duello; Morgana ferma tuttavia Oronte, dicendo di non amarlo più. Offeso, l'uomo si reca da Ruggiero e gli rivela che Alcina si è innamorata a sua volta di Ricciardo. In effetti Bradamante, per suscitare la gelosia di Ruggiero, finge di corteggiare Alcina: il cavaliere si infuria, e per placarlo la maga amoreggia con lui, ma questo sconvolge Bradamante, che finisce per rivelare la sua vera identità a Ruggiero. Melisso, preoccupato, si affretta a smentirla, ma questo ha il solo effetto di confondere ancora di più Ruggiero.
Alcina rivela a Morgana di voler trasformare Ricciardo in un animale, per dimostrare a Ruggiero il proprio amore; Morgana corre allora da Bradamant e, credendola Ruggiero, la implora di sfuggire alle grinfie di Alcina; la guerriera le risponde che rimarrà, perché sull'isola c'è la persona che ama. Credendo che Ricciardo/Bradamante si riferisca a lei, Morgana dà sfogo alla propria gioia.

### Atto II
Melisso, travestito da Oronte, riesce ad avvicinare Ruggiero e lo richiama al dovere facendogli indossare l'anello magico; l'incantesimo di Alcina viene così spezzato, e Ruggiero vede l'isola com'è realmente: un luogo deserto e inospitale, popolato da belve e mostri. Inorridito, si rende conto di dover fuggire, ma ammette anche che, nonostante l'isola e Alcina siano mera illusione, la loro bellezza lo perseguiterà per il resto della sua vita. Melisso lo aiuta a elaborare un piano: per non destare sospetti, Ruggiero fuggirà dopo aver detto ad Alcina di volersi recare a caccia. Arriva Bradamante, ma Ruggiero, ancora stordito dall'incantesimo di Alcina, si rifiuta di credere ai suoi occhi quando vede la sua amata, e la scaccia credendola un'altra delle illusioni di Alcina. Bradamante scappa disperata.
Nel frattempo Alcina, stupita dall'indifferenza che Ruggiero mostra nei suoi confronti, arriva per trasformare Ricciardo in un animale; è in quel momento che Ruggiero ritorna in sé: per salvare Bradamante, dice alla maga di non aver bisogno di alcuna prova del suo amore. Nel sentirlo parlare così, Alcina comprende che il suo incantesimo è spezzato; si rende a sua volta conto che quello che prova per lui è un amore puro, diverso da quello riservato agli altri suoi amanti. Ruggiero finge infatti di recarsi a caccia, mentre in realtà si riunisce a Bradamante e Melisso.
Spiando quello che ancora lui crede il suo rivale in amore, Oronte scopre che egli è in realtà Bradamante, e corre a rivelare tutto ad Alcina e Morgana; le due sorelle si accorgono dunque di esser state ingannate, ma è troppo tardi: i poteri di Alcina sono stati vanificati dall'amore che ella prova per Ruggiero. Prova ne è che, quando la maga tenta di evocare le ombre infernali per impedire la fuga del suo amato, esse si ribellano e rifiutano di aiutarla, lasciandola nella disperazione.

### Atto III
Morgana torna da Oronte e gli chiede perdono, ma lui la respinge; quando ella scappa in lacrime, tuttavia, l'uomo ammette di amarla ancora nonostante il tradimento. Ruggiero è intanto tornato in sé, e con Bradamante e Melisso decide di non fuggire prima di aver distrutto l'oggetto magico fonte della magia di Alcina.
Nel frattempo una disperata Alcina riceve la visita di Oberto, che le chiede una volta per tutte di riavere suo padre; in un ultimo atto di crudeltà, la maga gli mette davanti un leone e gli dona una spada: se riuscirà a uccidere la bestia, lei gli ridarà suo padre. Il fanciullo, tuttavia, si sente stranamente affezionato al leone, e rifiuta di ucciderlo: a quel punto la maga comprende di non avere più alcun potere, e si ritrova a desiderare l'oblio.
Bradamante e Ruggiero recuperano quindi la fonte della magia di Alcina, e si apprestano a distruggerla. Alcina li supplica di lasciarla in vita, ma Ruggiero, sordo alle sue preghiere, distrugge l'oggetto. L'incantesimo è definitivamente spezzato: il palazzo di Alcina si sgretola, l'isola si ritrasforma in deserto e Alcina e Morgana sprofondano nelle viscere della terra; gli amanti di Alcina vengono ritrasformati in esseri umani: il leone ridiventa Astolfo e si ricongiunge a Oberto, mentre tutti gli altri prigionieri cantano il proprio sollievo e la propria gioia. Ruggiero, Bradamante e Melisso lasciano l'isola e Alcina viene presto dimenticata.

## Struttura dell'opera
- Ouverture
- Minuetto
- Mousette

Atto I
- Aria di Morgana - O s'apre al riso
- Coro - Questo è il cielo di contenti
- Ballet - Gavotta
- Ballet - Sarabanda
- Ballet - Minuetto
- Ballet - Gavotta
- Aria di Alcina - Di', cuor mio, quanto t'amai
- Aria di Oberto - Chi m'insegna il caro padre
- Aria di Ruggiero - Di te mi rido
- Aria di Bradamante - È gelosia
- Aria di Oronte - Semplicetto! A donna credi?
- Aria di Alcina - Sì, son quella, non più bella
- Aria di Ruggiero - La bocca vaga
- Aria di Morgana - Tornami a vagheggiar

Atto II
- Arioso di Ruggiero - Col celarvi a chi v'ama
- Arioso di Ruggiero - Qual portento mi richiama
- Aria di Melisso - Pensa a chi geme d'amor piagata
- Aria di Bradamante - Vorrei vendicarmi del perfido cor
- Aria di Ruggiero - Mi lusinga il dolce affetto
- Aria di Morgana - Ama, sospira
- Aria di Ruggiero - Mio bel tesoro
- Aria di Oberto - Tra speme e timore
- Aria di Alcina - Ah, mio cor!
- Aria di Oronte - È un folle, è un vile aspetto
- Aria di Ruggiero - Verdi prati
- Recitativo accompagnato e aria di Alcina - Ah! Ruggiero crudel - Ombre pallide
- Entrée de songes agréables
- Entrée de songes funestes
- Entrée de songes agréables effrayés

Atto III
- Sinfonia
- Aria di Morgana - Credete al mio dolore
- Aria di Oronte - Un momento di contento
- Aria di Alcina - Ma quando tornerai
- Aria di Ruggiero - Sta nell'ircana
- Aria di Bradamante - All'alma fedel
- Aria di Alcina - Mi restano le lagrime
- Coro - Sin per le vie del sole
- Aria di Oberto - Barbara! Io ben lo so
- Terzetto di Alcina, Bradamante e Ruggiero - Non è amor, né gelosia
- Coro - Dall'orror di cieca notte
- Entrée
- Tamburino
- Coro - Dopo tante amare pene

## Incisioni discografiche
| Anno | Alcina          | Ruggiero           | Bradamante        | Morgana           | Oronte             | Melisso            | Oberto           | Direttore         | Etichetta           |
| ---- | --------------- | ------------------ | ----------------- | ----------------- | ------------------ | ------------------ | ---------------- | ----------------- | ------------------- |
| 1959 | Joan Sutherland | Fritz Wunderlich   | Norma Procter     | Jeanette van Dijk | Nicola Monti       | Thomas Hemsley     | - -              | Ferdinand Leitner | Deutsche Grammophon |
| 1960 | Joan Sutherland | Monica Sinclair    | Oralia Domínguez  | Cecilia Fusco     | Nicola Monti       | Plinio Clabassi    | - -              | Nicola Rescigno   | Bella Voce          |
| 1962 | Joan Sutherland | Teresa Berganza    | Monica Sinclair   | Graziella Sciutti | Luigi Alva         | Ezio Flagello      | Mirella Freni    | Richard Bonynge   | Decca               |
| 1986 | Arleen Auger    | Della Jones        | Kathleen Kuhlmann | Eiddwen Harrhy    | Maldwyn Davies     | John Tomlinson     | Patrizia Kwella  | Richard Hickox    | EMI                 |
| 1999 | Renée Fleming   | Susan Graham       | Kathleen Kuhlmann | Natalie Dessay    | Timothy Robinson   | Laurent Naouri     | Juanita Lascarro | William Christie  | Erato               |
| 2005 | Anja Harteros   | Vesselina Kasarova | Sonia Prina       | Verónica Cangemi  | John Mark Ainsley  | Christopher Purves | Deborah York     | Ivor Bolton       | Farao Classics      |
| 2009 | Joyce DiDonato  | Maite Beaumont     | Sonia Prina       | Karina Gauvin     | Kobie van Rensburg | Vito Priante       | Laura Cherici    | Alan Curtis       | Archiv              |

## Registrazioni video
| Anno | Alcina              | Ruggiero           | Bradamante           | Morgana          | Oronte            | Melisso             | Oberto              | Direttore          | Etichetta      |
| ---- | ------------------- | ------------------ | -------------------- | ---------------- | ----------------- | ------------------- | ------------------- | ------------------ | -------------- |
| 1983 | Joan Sutherland     | Margreta Elkins    | Lauris Elms          | Narelle Davidson | Richard Greager   | John Wegner         | Anne-Maree McDonald | Richard Bonynge    | House of Opera |
| 1990 | Arleen Auger        | Della Jones        | Kathleen Kuhlmann    | Donna Brown      | Jorge López Yáñez | Gregory Reinhart    | Martina Musacchio   | William Christie   | House of Opera |
| 1999 | Catherine Naglestad | Alice Coote        | Helene Schneiderman  | Catriona Smith   | Rolf Romei        | Michael Ebbecke     | Claudia Mahnke      | Alan Hacker        | ArtHaus Musik  |
| 2011 | Anja Harteros       | Vesselina Kasarova | Kristina Hammarström | Veronica Cangemi | Benjamin Bruns    | Adam Plachetka      | Alois Mühlbacher    | Marc Minkowski     | ArtHaus Musik  |
| 2015 | Sandrine Piau       | Maite Beaumont     | Angélique Noldus     | Sabina Puértolas | Daniel Behle      | Giovanni Furlanetto | Chloé Briot         | Christophe Rousset | Alpha Classics |
| 2015 | Patricia Petibon    | Philippe Jaroussky | Anna Prohaska        | Katarina Bradić  | Anthony Gregory   | Krzysztof Baczyk    | Elias Mädler        | Andrea Marcon      | Erato          |